# 馬赫穆迪亞鄉
45°05′N 29°05′E / 45.083°N 29.083°E
馬赫穆迪亞鄉（羅馬尼亞語：Comuna Mahmudia, Tulcea），是羅馬尼亞的鄉份，位於該國東南部，由圖爾恰縣負責管轄，面積66平方公里，海拔高度16米，2002年人口2,814，人口密度每平方公里43人。